# William Warren (entomoloog)
William Warren (Cambridge, 1839 – Tring, 1914) was een Engels entomoloog gespecialiseerd in vlinders (Lepidoptera).
Warren werkte bij het British Museum (Natural History), waar hij zich vooral bezighield met de spanners (Geometridae), en bij het Tring Museum (nu een onderdeel van Natural History Museum).

## Enkele van zijn publicaties
- Warren, W. 1894: New genera and species of Geometridae. Novitates Zoologicae 1(2): 366–466.
- Warren, W. 1895: New species and genera of Geometridae in the Tring Museum. Novitates Zoologicae 2: 82–159.
- Warren, W. 1896: New Geometridae in the Tring Museum. Novitates Zoologicae 3: 99–148.
- Warren, W. 1896: New species of Drepanulidae, Uraniidae, Epiplemidae, and Geometridae from the Papuan region. Novitates Zoologicae 3: 272–306.
- Warren, W. 1896: New species of Drepanulidae, Thyrididae, Uraniidae, Epiplemidae, and Geometridae in the Tring Museum. Novitates Zoologicae 3: 335–419.
- Warren, W. 1897: New genera and species of moths from the Old-World regions in the Tring Museum. Novitates Zoologicae 4: 12–130.
- Warren, W. 1898: New species and genera of the families Thyrididae, Uraniidae, Epiplemidae, and Geometridae. Novitates Zoologicae 5: 5–41.
- Warren, W. 1898: New species and genera of the families Drepanulidae, Thyrididae, Uraniidae, Epiplemidae, and Geometridae from the Old-World regions. Novitates Zoologicae 5: 221–258.
- Warren, W. 1899: New species and genera of the families Drepanulidae, Thyrididae, Uraniidae, Epiplemidae, and Geometridae from the Old-World regions. Novitates Zoologicae 6(1): 1–66.
- Warren, W. 1900: New genera and species of Thyrididae and Geometridae from Africa. Novitates Zoologicae 7: 94–97.